# Estação Ferroviária de Teresina
A Estação Ferroviária de Teresina, inaugurada em 1926 na capital do Piauí, integra um conjunto arquitetônico tombado pelo Instituto do Patrimônio Histórico e Artístico Nacional (Iphan).

## Histórico

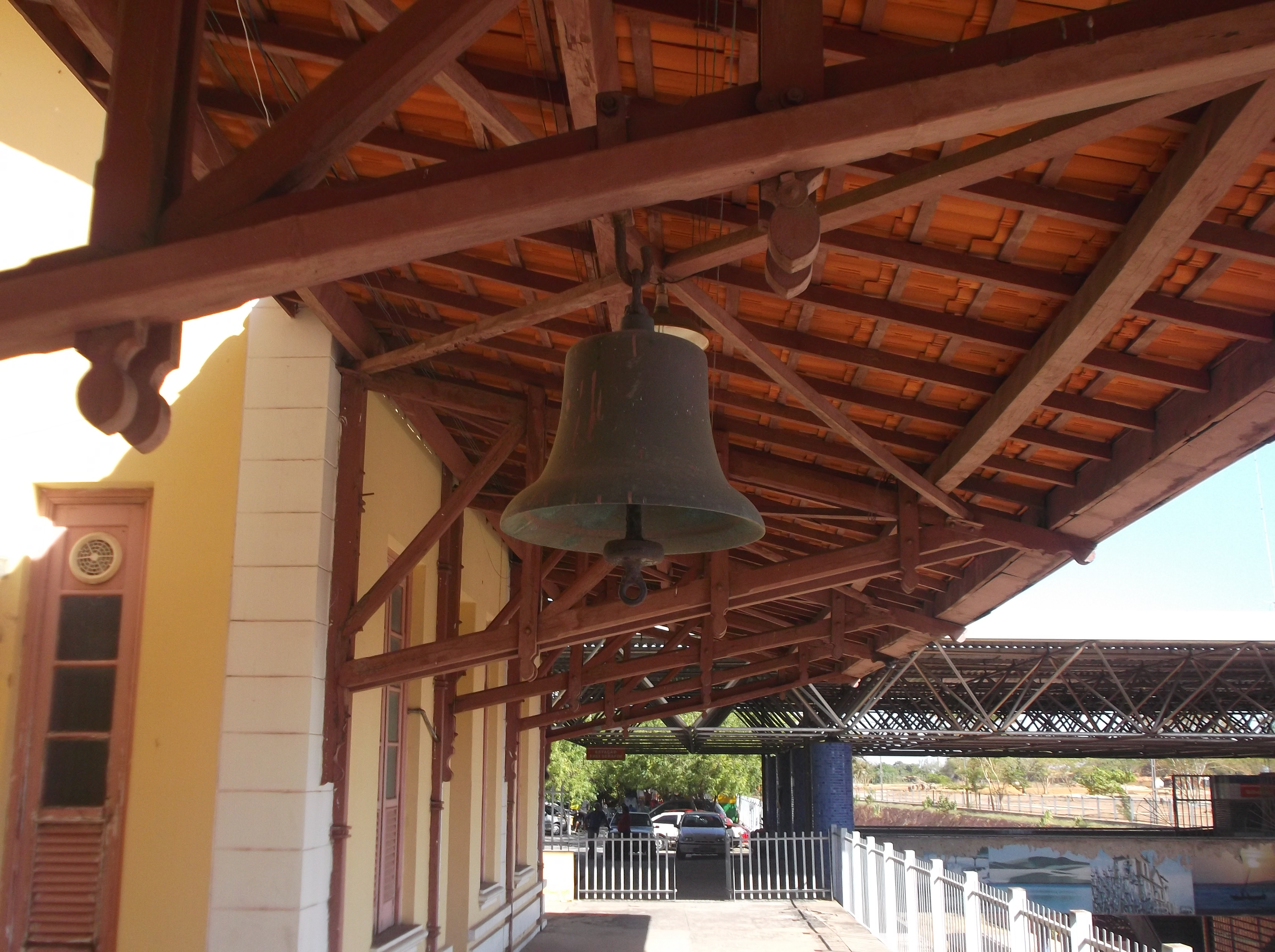
Histórico sino preservado na estação.

A construção do edifício começou em 1922. Em estilo eclético, é ornamentado em madeira lavrada. O telhado de duas águas é coberto com telhas do tipo Marselha. A fachada exibe o ano da inauguração (1926) e o nome da cidade, que na época era grafado "Theresina".
No entanto, a estação permaneceu desativada durante 12 anos, até ser construída a ponte ferroviária sobre o rio Parnaíba. Até então, os passageiros que vinham de São Luís, pela ferrovia São Luís-Teresina, tinham que usar barcos para atravessar o rio. Somente em 31 de dezembro de 1938 o primeiro trem M-1 chegou à estação. Em 1965, com a abertura do trecho Altos-Oiticica (Ferrovia Teresina-Fortaleza), Teresina finalmente foi ligada ao Ceará e ao resto do Nordeste.
Em 1991, com a inauguração da Linha 1 do Metrô de Teresina, o embarque de passageiros passou a ser feito por uma nova estação localizada atrás da antiga estrutura, rebaixada em relação ao nível da rua, que leva o nome de Estação Frei Serafim. A antiga estação passou a abrigar o Espaço Cultural Trilhos, recebendo espetáculos de música e teatro.

## Tombamento
O decreto de tombamento foi publicado em 25 de março de 2013, em reconhecimento do edifício como símbolo do processo de integração do país. A medida previu ainda a construção do Parque da Cidadania, aproveitando parte do terreno cedido à prefeitura. No projeto estão incluídas escolas de música e dança, uma biblioteca, um cinema e um anfiteatro.